# Marquixanes
Marquixanes (em catalão:  Marqueixanes) é uma comuna francesa na região administrativa da Occitânia, no departamento dos Pirenéus Orientais. Estende-se por uma área de 4.80 km², e possui 564 habitantes, segundo o censo de 2018, com uma densidade de 120 hab/km².